# Velős
Velős (1899-ig Velusócz, szlovákul Velušovce) község Szlovákiában, a Nyitrai kerület Nagytapolcsányi járásában.

## Fekvése
Pöstyéntől 9 km-re északnyugatra fekszik.

## Története
A települést 1389-ben "Welys" néven említik először. 1461-ben "Welyz" alakban említik. A nagytapolcsányi uradalomhoz tartozott. 1570-ben 10 család élt a faluban. 1715-ben 11, 1720-ban 23 háztartása adózott. A Colloredo, majd az Erdődy család birtokolta. 1828-ban 34 házában 263 lakos élt. Lakói mezőgazdasággal, szőlőtermesztéssel foglalkoztak. A 19. és 20. században a Stummer család birtokában állt.
Vályi András szerint " VELUSÓCZ. Tót falu Nyitra Várm. földes Ura Gr. Traun Uraság, lakosai katolikusok, fekszik Zavadához nem meszsze, mellynek filiája; határja ollyan, mint Podhragyáé."
Fényes Elek szerint " Velusócz, Nyitra m. tót falu, Zavada fil., 226 kathol., 6 zsidó lak. Szép erdő; sovány határ. F. u. gr. Erdődy Józsefnő."
Nyitra vármegye monográfiája szerint "Velusócz, az Inovecz-hegység alatt fekvő tót község, Nagy-Jácztól északnyugotra, 305 r. kath. lakossal. Postája Prasicz, táviró- és vasúti állomása Nagy-Tapolcsány. Földesura a Colloredo, később az Erdődy család volt. A XIV. század végén azonban még Tapolcsány várához tartozó birtok volt és „Welys” néven szerepelt."
A trianoni békeszerződésig Nyitra vármegye Nagytapolcsányi járásához tartozott.

## Népessége
| Év:            | 1994. | 2004.   | 2014.   | 2024.   |
| -------------- | ----- | ------- | ------- | ------- |
| Emberek száma: | 497   | 510     | 493     | 542     |
| Eltérés:       |       | +2,61 % | -3,33 % | +9,93 % |

| Év:            | 2023. | 2024.   |
| -------------- | ----- | ------- |
| Emberek száma: | 546   | 542     |
| Eltérés:       |       | -0,73 % |

1910-ben 381, túlnyomórészt szlovák lakosa volt.
2001-ben 505 lakosából 502 szlovák volt.
2011-ben 506 lakosából 503 szlovák.

## Külső hivatkozások
- E-obce.sk Archiválva 2008. december 16-i dátummal a Wayback Machine-ben
- Községinfó
- Velős Szlovákia térképén